# Ivan Krilić
Ivan Krilić (Baćina, kraj Ploča, 18. ožujka 1921. – Rim, 15. svibnja 2010.) bio je ustaški dužnosnik i politički emigrant.

## Djetinjstvo i mladost
Rođen je u obitelji Mije i Franke Krilić (rođene Katić), kao jedno od četvero djece. Studirao je pravo na Zagrebačkom sveučilištu, koje nije završio. Tijekom studija je bio aktivan u katoličkim organizacijama, križarima, te je bio blizak ustaškom pokretu, kojemu je pristupio 1938., a zbog protudržavnog djelovanja biva osuđen 1939., da bi usljed općeg pomilovanja nakon proglašenja Banovine Hrvatske u kolovozu 1939., bio pušten na slobodu.

## Drugi svjetski rat
Nakon izbijanja Drugoga svjetskog rata i okupacije Kraljevine Jugoslavije, uspostavom NDH, postavljen je 1941. godine za ustaškog logornika u Višegradu, da bi zatim 1942., kraće vrijeme boravio u Sarajevu, te prelazi u Zagreb, gdje je u činu poručnika ustaške vojnice obnašao službu pri Glavnom ustaškom stanu. Kasnije, 1943., odlazi na doškolovanje u vojno učilište Stockerau, u Njemačkoj, gdje boravi zajedno s Velimirom Pavelićem, sinom ustaškog poglavnika Ante Pavelića. Nakon završene izobrazbe, vraća se u Zagreb, gdje obnaša službu u činu natporučnika PTS-a, kao Pavelićev osobni čuvar i pratitelj.

### Puč Vokić Lorković
Krilić je navodno poznavao Antu Vokića, koji je također pripadao križarskoj organizaciji prije Drugoga svjetskog rata. U intervjuu tjedniku Globus, Krilić izjavljuje kako se ujesen 1944., u Zagrebu naveliko pričalo o puču, te je izjavio kako je njegov prijatelj, tada časnik ustaške vojnice, zajedno s još nekolicinom časnika išao u Dalmaciju, na sastanak s engleskim časnicima koji su navodno na tajne pregovore došli podmornicom. Iz razgovora je saznao da zapadni Saveznici nisu polagali nade u uspjeh puča Vokić – Lorković. Naime, u cijeloj je stvari, prema Krilićevom kazivanju, posredovao jedan zagrebački svećenik, koji je preko Švicarske pokušavao uspostaviti kontakt s Englezima.

## Povlačenje i odlazak u emigraciju

### Boravak u Austriji
Prilikom završnih ratnih operacija, u svibnju 1945., zajedno s Pavelićem i pratnjom, u koloni od sedam do osam automobila bježi iz Zagreba, te preko Zaprešića napuštaju Hrvatsku, zatim kod Rogaške Slatine ulaze u Sloveniju, da bi preko Maribora prošli neometano pokraj položaja slovenskih partizanskih jedinica gdje napuštaju Sloveniju. Kod Judenburga, zbog straha od dolaska jedinica Crvene armije, ostavljaju automobile, te pješice prelaze Kranjsku goru i preoblače se u civilna odijela. Takvi pješice prelaze Alpe, te dolaze do rijeke Inn, u Austriji, gdje se skupina podijelila u dvije grupe, te je Krilić bio u grupi s Antom Pavelićem, Velimirom Pavelićem, Dolores Bracanović i Erich Lisak. Uskoro nailaze na grupe američkih vojnika u džipovima, te je tom prilikom Lisak bio spreman pucati na Amerikance.Nakon nekoliko dana dolaze do američke okupacijske zone u Austriji, gdje se skupina opet podijelila, da bi Krilića američke okupacijske vlasti uhitile, te bio interniran u zarobljeničkom logoru Glasenbach, u blizini Salzburga, gdje je boravio trinaest mjeseci. Tijekom njegovog boravka, 1946., Amerikanci su jugoslavenskim vlastima iz logora izručili niz osoba, među kojima su bili ustaški dužnosnici i časnici Mehmed Alajbegović,Milan Blažeković (koji je doduše otpušten), Ivan Kirin zvani Ico i Slavko Kvaternik.

### Odlazak u Italiju
Zbog straha od mogućeg izručenja jugoslavenskim vlastima, što bi značilo sigurnu smrt, Krilić skupa s jednim nižim časnikom ustaške vojnice uspjeva pobjeći iz logora, te se zatim prebacuje u Italiju, gdje preuzima ulogu organizatora u prikupljanju i prebacivanju Pavelićevih stvari iz Austrije u Italiju, te kao posrednik u prenošenju informacija između vodstva izbjeglih pripadnika ustaškog pokreta koji su bili internirani u Austriji i Pavelića, koji se tada potajno nalazio u Italiji. Zbog tih su ga aktivnosti, 1948.,američke vojne vlasti jednom prilikom uhitile i zatvorile pod izgovorom ilegalnog prelaska granice s krivotvorenim dokumentima, ali je ipak otpušten, te se trajno nastanio u Italiji.
Pripadao je krugu Pavelićevih bliskih i odanih suradnika, i nakon sloma NDH, u svibnju 1945.godine, te u kasnijim godinama, u tzv. drugoj emigraciji. U emigraciji je održavao aktivne kontakte s Pavelićem, s kojim se je nastavio dopisivati putem pisama, na koja mu je Pavelić odgovarao pod pseudonimima kao Stric, Barba, Serdar.

## Život u emigraciji
Kasnije je nastavio profesionalnu i radnu karijeru u Italiji, u tekstilnoj industriji, da bi u Rimu, postao vlasnikom tvrtke koja se bavila modom i dizajnom .
Umro je u devedesetoj godini života, 15. svibnja 2010., u Rimu.